# Bayer Uerdingen Schwimmverein 08
El Uerdinger Schwimmverein 08 es un club acuático alemán en la ciudad de Krefeld. Fue fundado en 1908. En 2010 tenía 9293 socios.
Su palmarés incluye dos campeonatos de la liga de Alemania de waterpolo femenino (1994, 2012).